# 第二次世界大戰戰勝納粹主義勝利日
第二次世界大戰戰勝納粹主義勝利日（羅馬化：Den peremohy nad natsyzmom u Druhii svitovii viini）於2015年設立，是2016年至2023年間烏克蘭的國定假日，慶祝戰勝德國納粹主義。戰勝納粹主義勝利日的前身是蘇聯的勝利日，而其中的差別是勝利日慶祝的是衛國戰爭（1941至1945年的德蘇戰爭）勝利，而戰勝納粹主義勝利日則是慶祝第二次世界大戰（1939至1945年）勝利。2015年，勝利日取消，由戰勝納粹主義勝利日取代。
2023年5月29日，最高拉達將5月8日定為國定假日「1939至1945年第二次世界大戰戰勝納粹主義紀念日」，取消了5月9日的戰勝納粹主義勝利日。

## 歷史
戰勝納粹主義勝利日源於蘇聯的勝利日，而根據2015年4月9日烏克蘭最高拉達通過的《關於1939年至1945年第二次世界大戰中戰勝納粹主義的勝利》去共化法案，5月9日被訂為「第二次世界大戰中戰勝納粹主義的勝利日」（勝利日），而2000年列昂尼德·庫契馬總統簽署的《延續1941至1945年偉大衛國戰爭勝利》法則被廢除。烏克蘭總統彼得·波洛申科表示，這是他們首次不用「莫斯科的眼鏡」，而是用自己的眼睛來看烏克蘭的歷史。
根據烏克蘭169/2015號總統令《關於2015年紀念歐洲反納粹勝利70週年及二戰結束70週年活動》，設立戰勝納粹主義勝利日目的是紀念烏克蘭人民的功績和反希特勒做出的貢獻，並向所有反對納粹主義的戰士表示敬意。戰勝納粹主義勝利日的定義比較偏向慶祝人民個人的歷史，目的從「慶祝」戰爭勝利改成「紀念」戰爭勝利。比起蘇聯勝利日，戰勝納粹主義勝利日更類似英國的國殤紀念日。

## 慶祝活動

### 2015年

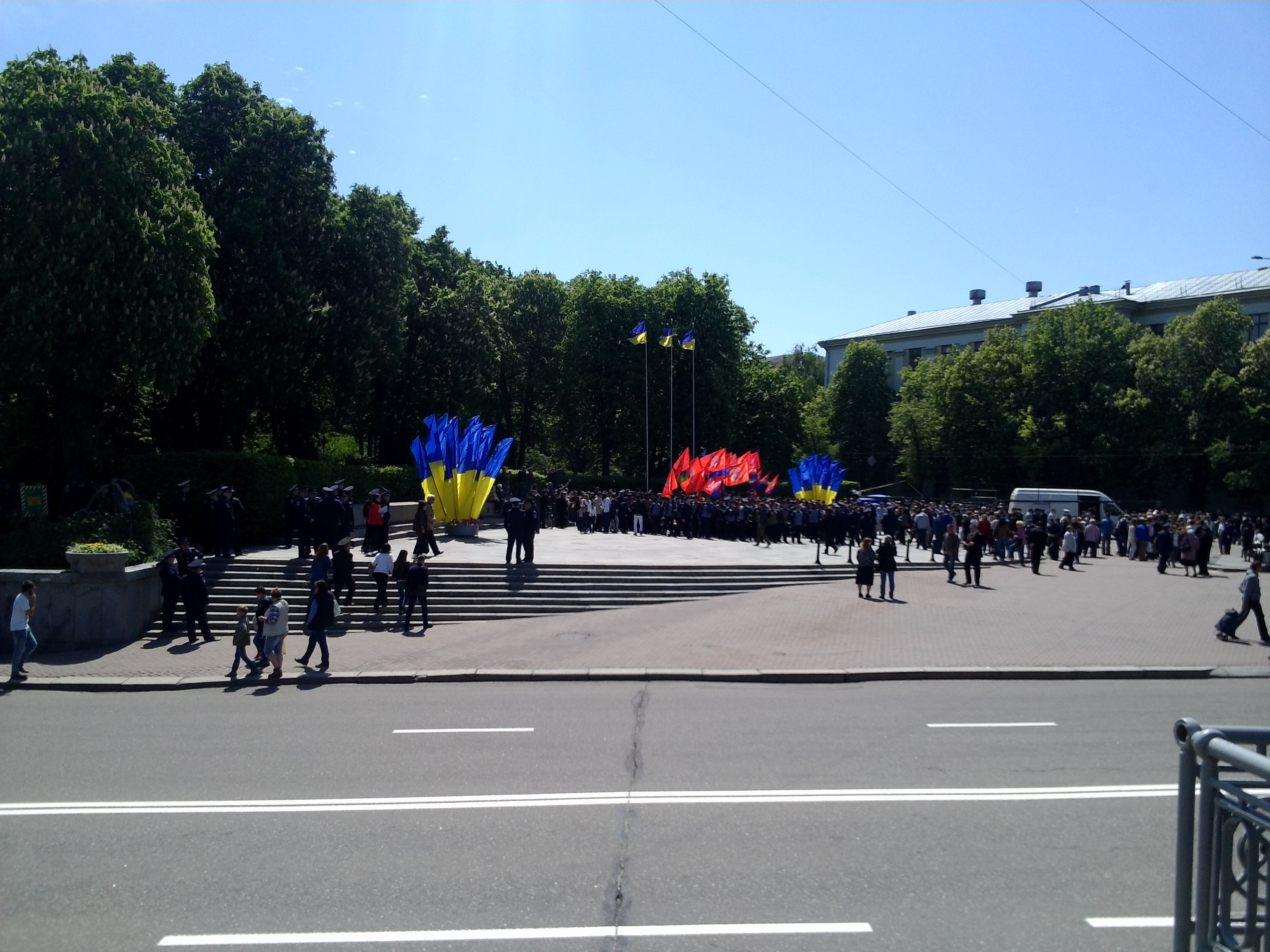
2015年基輔的戰勝納粹主義勝利日

人們向勝利大道的紀念碑以及光榮廣場的無名戰士墓獻花。有來自烏克蘭、愛沙尼亞、立陶宛、波蘭和塞爾維亞的軍樂隊參加和平遊行，前往烏克蘭二戰歷史博物館，而學員們則在波羅申科的見證下宣誓。波羅申科還在當日頒發了首批的戰勝納粹70週年紀念獎章。與勝利日不同的是，基輔市中心不再施放煙火。副總理維亞切斯拉夫·基里連科表示，今年慶祝這些值得紀念的日子的重點是展示為贏得第二次世界大戰而犧牲的士兵的事蹟，並凸顯他們與目前在反恐行動區保護烏克蘭國家主權的士兵之間的關聯。

### 2016年
在戰勝納粹主義勝利日之前，烏克蘭國家記憶研究所開始了名為「戰爭沒有例外。第二次世界大戰中的女性故事」（«Війна не робить винятків. Жіночі історії Другої світової»）的教育計畫，宣布2016年的紀念活動將特別關注第二次世界大戰中女性的命運。人們和波羅申科在當天早上到基輔光榮廣場的無名戰士墓獻花。
此外，2016年是戰勝納粹主義勝利日成為國定假日的第一年。

### 2017年
2017年烏克蘭政府部署了3萬名警力來監視遊行，在基輔，1萬名警力在同日的歐洲歌唱大賽半決賽維安。

### 2018年
根據烏克蘭國家警察的資料，5月9日共有40萬人在基輔、敖德薩、赫爾松、尼古拉耶夫、扎波羅熱和第聶伯羅彼得羅夫斯克地區等地上街慶祝
當日早上，波羅申科參加戰勝納粹73週年之際悼念儀式。此外，第101總參謀部保衛旅在當日舉行新兵宣誓儀式，而基輔的永恆榮耀公園的無名烈士墓舉行了獻花儀式，此外基輔市管弦樂團也舉行了音樂會。
在基輔，警方加強了遊行有關的安全措施，安裝金屬探測器，現場還派有警犬和爆裂物專家。

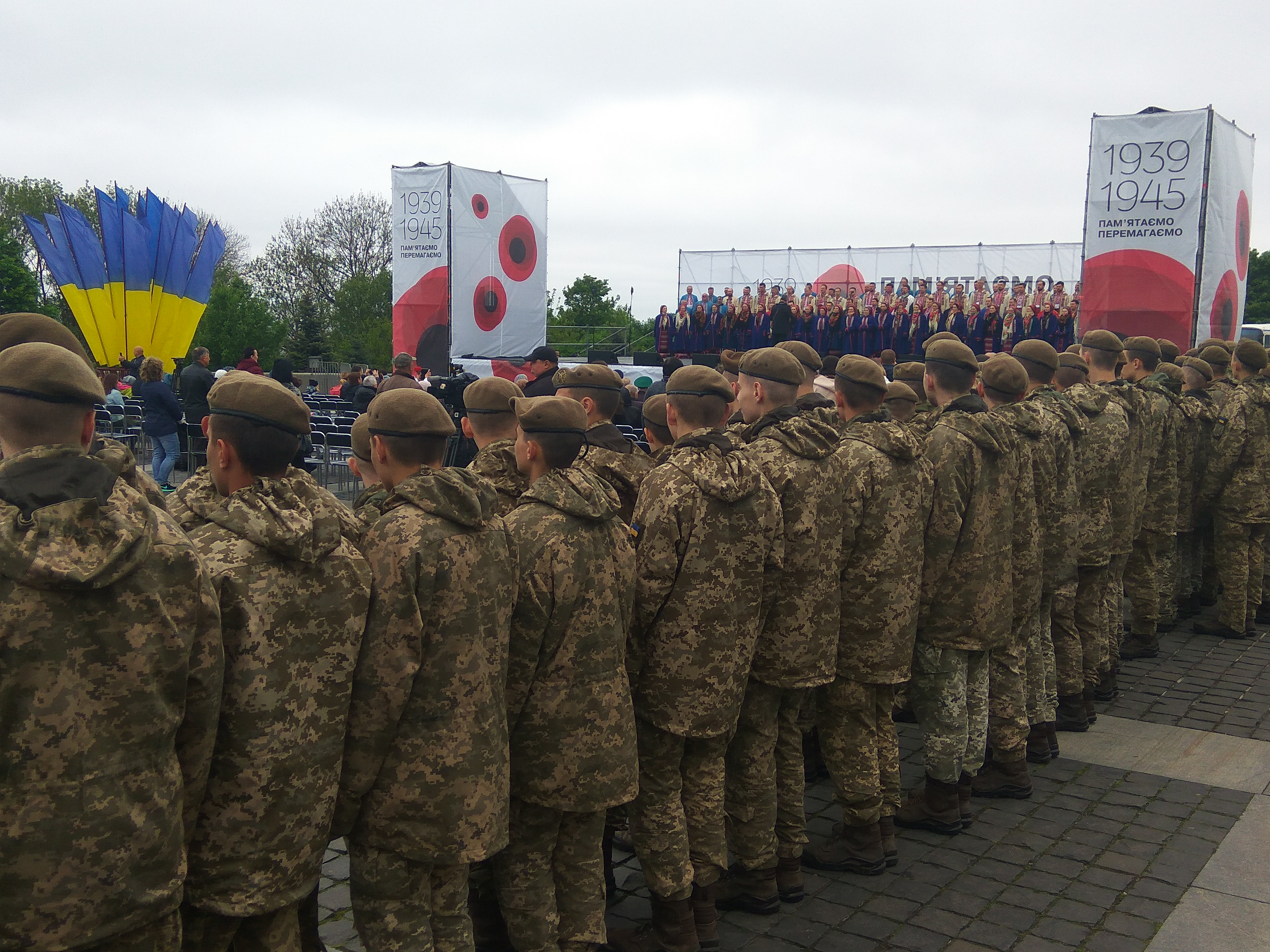
2019年在基輔的慶祝活動。後方有「1939—1945。我們記住，我們勝利了！」的標語

### 2019年
總統波羅申科向基輔的無名戰士墓獻花，新當選的總統弗拉迪米爾·澤倫斯基則到訪他的家鄉克里維里赫。基輔市當天部署超過16,500名維安警察。當天，敖得薩的群眾在舍甫琴科公園以及4月10日廣場獻花。
由於總統令表示鼓勵舉辦與烏克蘭參加第二次世界大戰有關的檔案材料展覽，烏克蘭中央國家檔案館-文學藝術博物館在當日出版關於二戰的文件選集《二戰前線的烏克蘭藝術家》（Українські митці на фронтах Другої світової）。

### 2020年

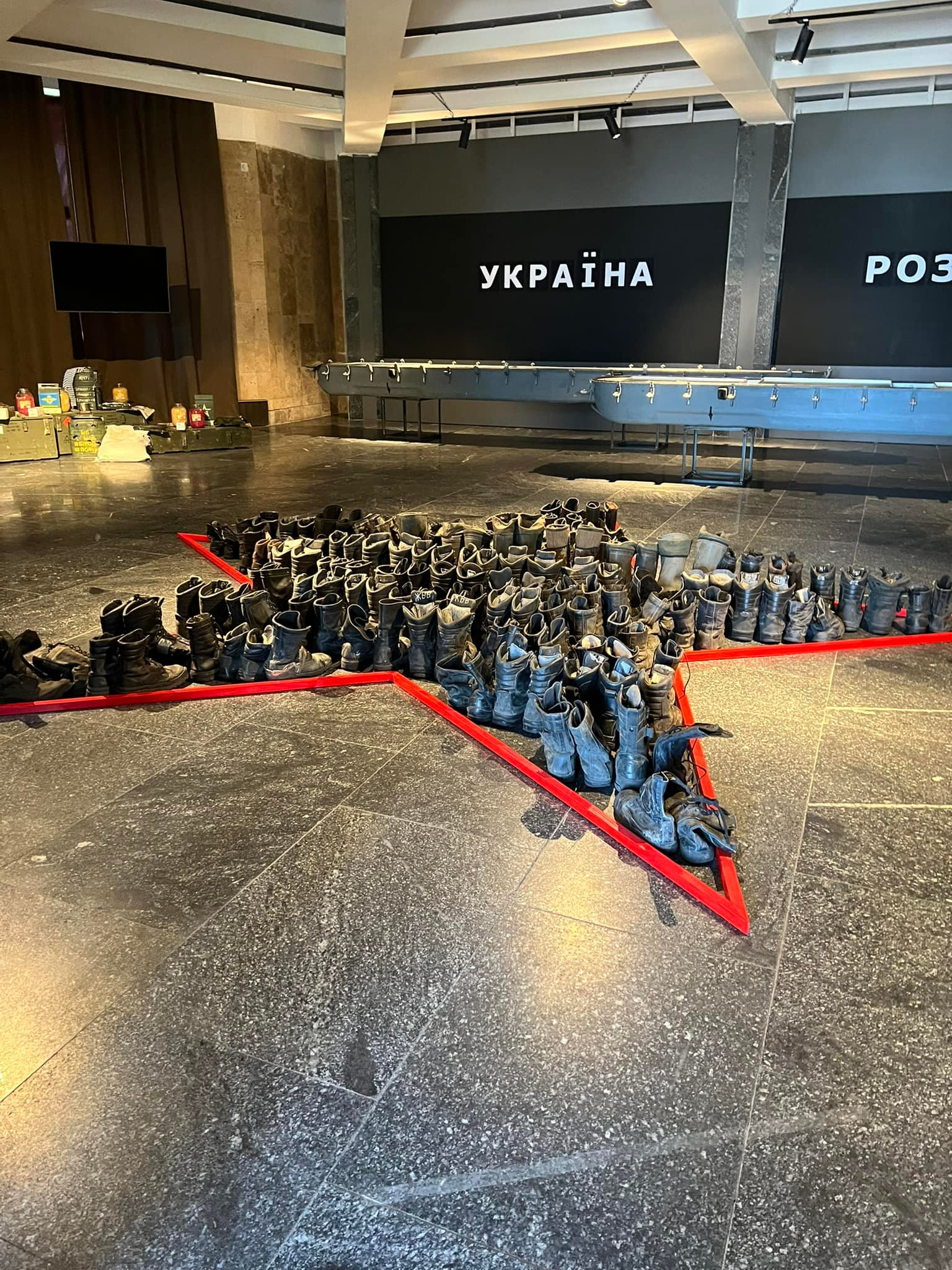
2022年，烏克蘭二戰歷史博物館的「烏克蘭。十字架」（Україна. Розп'яття）展覽，展示一系列有關俄羅斯入侵烏克蘭的文物。圖片中這些是烏克蘭武裝部隊的戰利品

由於烏克蘭爆發COVID-19，總理傑尼斯·什米加爾取消2020年的慶祝活動。在永恆榮耀公園的活動中，參加者必須保持1.5公尺的社交距離。澤倫斯基到外喀爾巴阡州烏日霍羅德的「榮耀之山」（Пагорб Слави）獻花，並到烏克蘭和匈牙利交界的蒂薩檢查站視察。
在演說中，澤倫斯基向戰爭中奮戰的烏克蘭人致敬，其中包括克里米亞韃靼人阿梅特-汗‧蘇丹、美國軍人亞歷克斯·M·迪亞琴科（Alex M. Diachenko）和邁可·斯特蘭克，以及蘇聯英雄伊萬·闊日杜布等人。澤連斯基還宣布開始紀念計畫，在烏克蘭的四個地方（盧干斯克、外喀爾巴阡州、頓涅茨克和辛菲羅波爾）建立4座鐘。
在敖得薩，親俄政黨反對派平台－為了生活舉辦了汽車比賽，然而警察攔截車隊，直到汽車上的政治符號、黨旗和紅旗都被移除。
基輔的烏克蘭二戰歷史博物館舉行「我們記住，我們勝利了！」追悼會，波爾塔瓦由於疫情，舉辦線上的馬拉松。在敖得薩的光榮街（Алея Слави）發生了幾起親俄人士和警察的打鬥事件，而警察則拘留大喊「敖德薩是俄羅斯城市」的民眾。

### 2021年
2021年的戰勝納粹主義勝利日共有555場活動，超過6萬名民眾參加，烏克蘭政府派駐了1萬1千名的警力來維安。

### 2022年
由於俄羅斯入侵烏克蘭的關係，2022年戰勝納粹主義勝利日的假期宣布取消。

### 打鬥事件
2017年5月9日。曾在烏東參與反恐行動的退伍軍人試圖阻止帶有反對派（烏克蘭的親俄政黨）標誌的車隊通過。然而警察站在反對派一方。反對派的支持者、活動人士和退伍軍人間開始大規模打鬥。有目擊者看到警察與蒂圖什基攻擊烏克蘭民族主義者，烏克蘭總檢察長尤里·盧岑科則指責烏克蘭警方和蒂圖什基勾結。

## 象徵

### 罌粟花
烏克蘭神話中，罌粟有多種涵義，象徵太陽、血、死亡以及生命的短暫。戰勝納粹主義勝利日、紀念與和解日以及1939至1945年第二次世界大戰戰勝納粹主義紀念日的正式象徵都是紅罌粟（國殤罌粟花），由哈爾科夫的設計師謝爾希·米沙金（Сергій Мішакін）設計。罌粟花圖案代表士兵被子彈擊中後的血跡，通常貼在左胸靠近心臟的位置，罌粟花圖案旁則會寫著標語。

### 座右銘
戰勝納粹主義勝利日、紀念與和解日以及二戰戰勝納粹主義紀念日的官方座右銘都是「1939—1945。我們記住，我們勝利了！」（1939-1945. Пам'ятаємо. Перемагаємо）

## 烏克蘭人的看法
根據民主倡議基金會和拉祖姆科夫中心在2021年5月的調查，41%的烏克蘭人認為應該慶祝5月8日的紀念與和解日和5月9日的戰勝納粹主義勝利日。31%認為應該只在5月9日慶祝戰勝納粹主義勝利日，9%認為應該只在5月8日紀念與和解日，另外10%的受訪者表示沒意見。

## 另見
- 1939至1945年第二次世界大戰戰勝納粹主義紀念日
- 第二次世界大戰歐戰勝利紀念日

## 註解
1. ↑  原文：
2. ↑  原文：
3. ↑  原文：Про заходи з відзначення у 2015 році 70-ї річниці Перемоги над нацизмом у Європі та 70-ї річниці завершення Другої світової війни
4. ↑  現名布列斯特大道[17]
5. ↑  5月9日，以及5月8日的紀念與和解日
6. ↑  規範戰勝納粹主義勝利日為國定假日的法律在2015年5月29日通過，當時2015年的戰勝納粹主義勝利日已經過了[25][24]

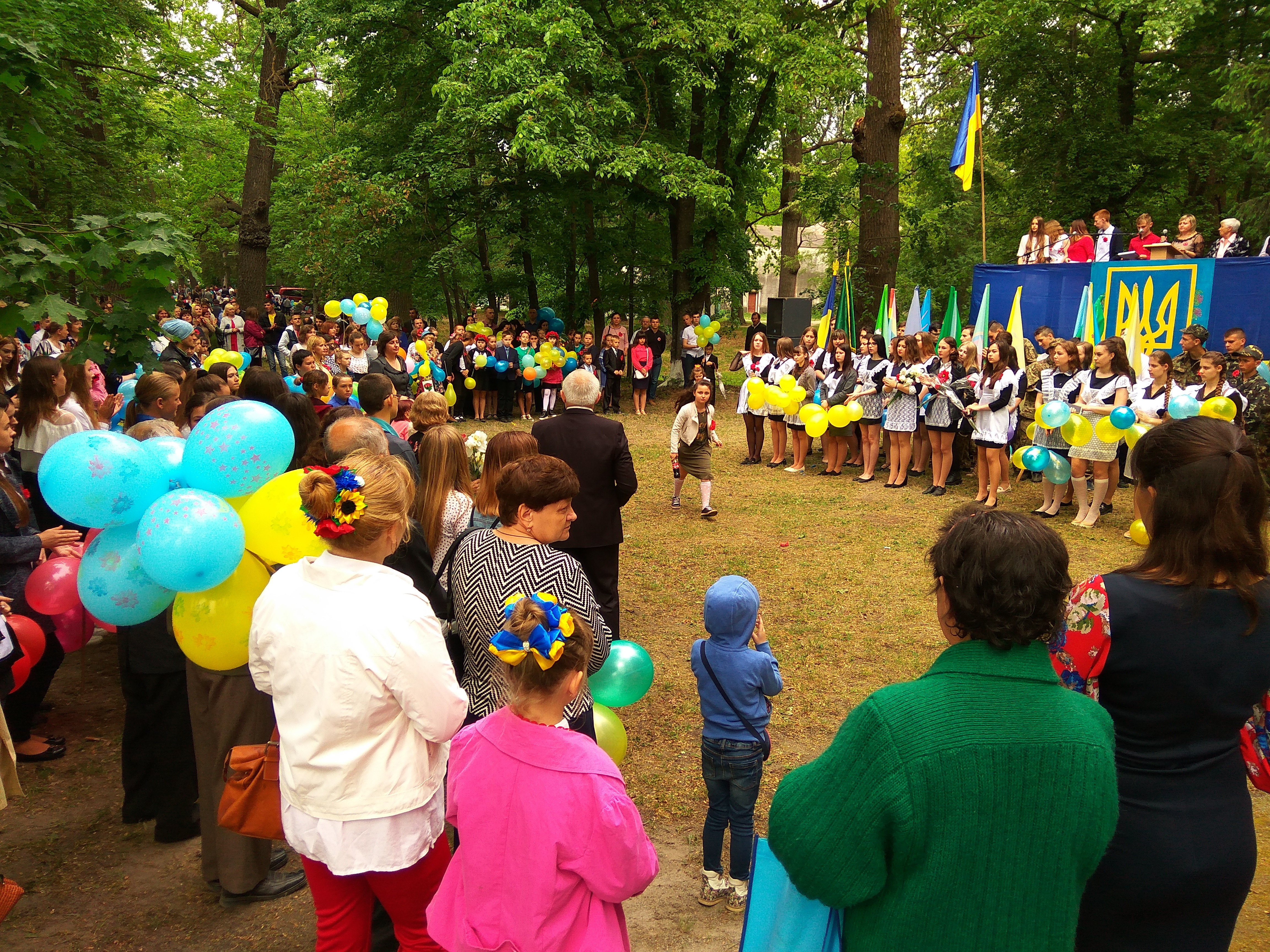
在圖爾比夫的慶祝活動

7. ↑  即5月9日的座右銘

## 外部連結
- 维基共享资源上的相關多媒體資源：第二次世界大戰戰勝納粹主義勝利日
- 官方网站